# Acromyrmex hispidus
Acromyrmex hispidus (лат.) — вид муравьёв-листорезов из трибы грибководов Attini подсемейства Myrmicinae (Formicidae).

## Описание
Неотропика: Боливия, Бразилия, Уругвай. Длина солдат до 7 мм (самки до 12 мм), основная окраска тела ржаво-коричневая. На груди развиты длинные острые шипы с изогнутыми кончиками. Брюшные бугорки многочисленные и расположены неупорядоченно. Имеют хозяйственное значение благодаря своим густонаселённым муравейникам, могут вредить культурным растениям, срезая их листья. Характерны своим тесным симбиозом с грибами, выращиваемыми в земляных муравейниках на основе листовой пережёванной массы.
В гнёздах обнаружены яйца ужеобразных змей рода Philodryas и мирмекофильные тараканы рода Attaphila. Брачный лёт наблюдается в октябре и ноябре. Исследованный впервые в 1983 году кариотип показал, что диплоидный набор хромосом 2n = 38.

## Классификация
Вид был впервые описан в 1925 году итальянским мирмекологом Ф. Санчи по материалам из Боливии. Сходен с видами Acromyrmex subterraneus (но у него 4 ряда брюшных бугорков и пронотальные шипы с прямыми кончиками) и Acromyrmex crassispinus (у него брюшные бугорки также расположены неупорядоченно, а пронотальные шипы с изогнутыми назад кончиками). Отличается от Acromyrmex crassispinus окраской и строением шипов.
Самки и самцы были описаны только в 1974 году.